# Jin Mao Building
Turnul Jin-Mao (în chineză 金茂大厦, Jīnmào Dàshà, aprox.: clădire aurie magnifică) din cartierul Pudong din Shanghai este un zgârie-nori  cu o inălțime de 88 etaje și 421 metri, fiind a patra clădire din Shanghai după înălțime.

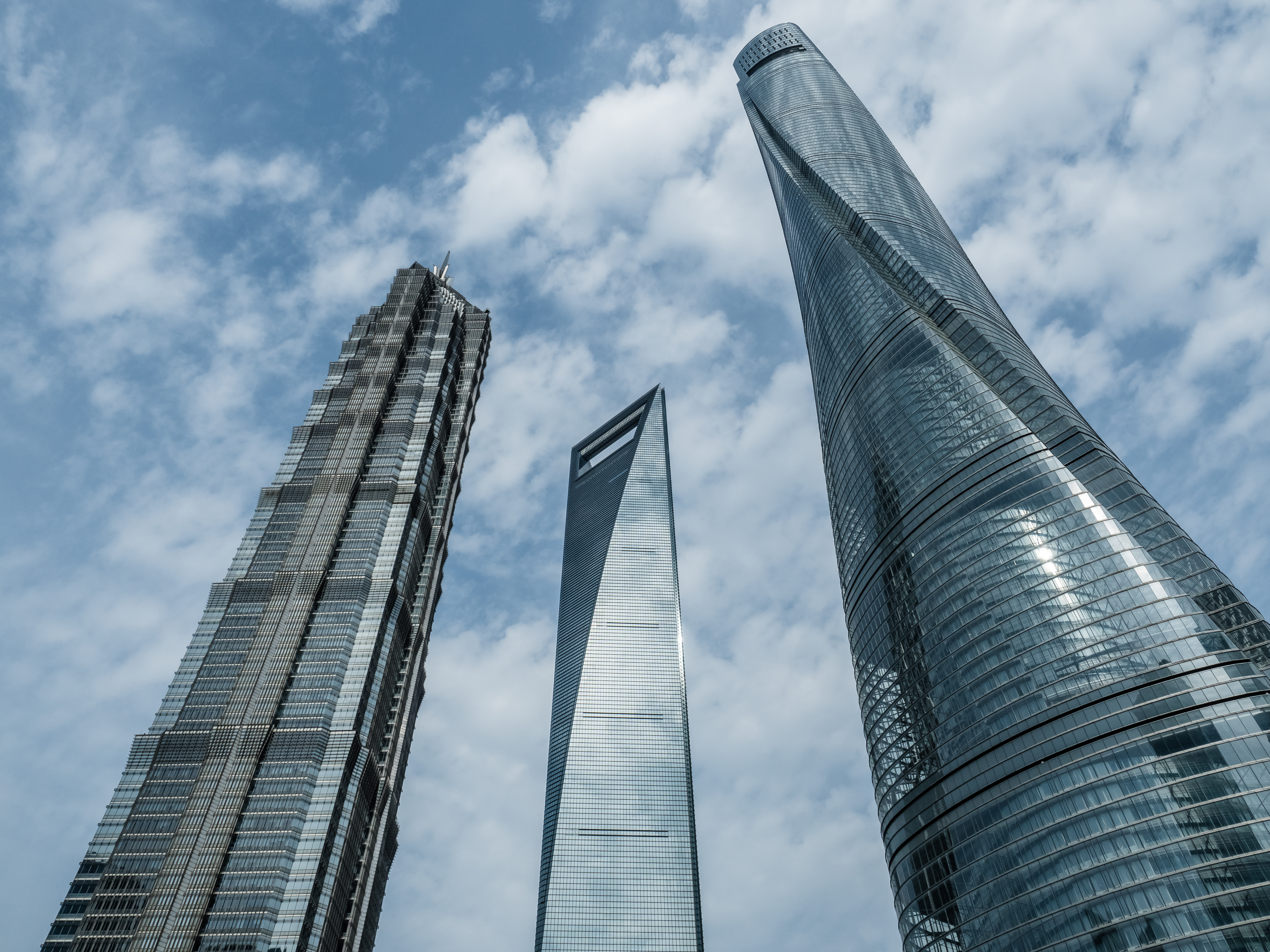
Turnul Jin-Mao (421 m) alături de Shanghai World Financial Center (492 m) și Turnul Shanghai (632 m)

1. ↑  Emporis Building Directory
2. 1 2   http://www.skyscrapercenter.com/building/jin-mao-tower/189 Lipsește sau este vid: |title= (ajutor)